# A1 (band)
 For alternative betydninger, se A1. (Se også artikler, som begynder med A1)
 For alternative betydninger, se Blue. (Se også artikler, som begynder med Blue)
A1 (ofte skrevet a1) er et britisk/norsk boyband, der var aktive fra 1998-2002 og igen fra 2009. Bandet blev dannet af manager Tim Byrne og bestod oprindeligt af briterne Mark Read, Paul Marazzi, Ben Adams og nordmanden Christian Ingebrigtsen, men Marazzi udtrådte i 2002 og bandet gik i opløsning, men efter at have haft en MySpace-profil siden november 2008 annoncerede de fire tilbageværende medlemmer, at de gendannede gruppen ved en koncert på natklubben G-A-Y i London i marts 2009. 
Gruppens debutalbum, Here We Come, udkom i 1999, og selv om de fire singler fra albummet blev pænt placeret på de britiske hitlister. A1 blev fra begyndelsen markedsført på, at mange af sangene var skrevet af dem selv samt at tre af dem spillede instrumenter. Trods succesen med debutalbummet blev det først opfølgeren, The A List, der blev bandets store internationale gennembrud. Her bragte singler som Take on Me (en coverversion af a-ha-sangen) og Same Old Brand New You bandet på førstepladsen både i Storbritannien og Norge. A1 fik i 2001 en Brit Award for British Breakthrough Act. Det tredje og indtil videre sidste album, Make it Good, kom på gaden i 2002. Det var mere rocket end de forrige. Singlen Caught In The Middle blev nr. 2 og 3 på hitlisterne i Storbritannien og Norge. 

## Diskografi
- Here We Come (1999)
- The A List (2000)
- Make It Good (2002)
- Waiting for Daylight (2010)
- Rediscovered (2012)